# Dwaejikkum
 (décembre 2021).
Pour plus de détails, voir Fiche technique et Distribution.
Dwaejikkum (hangeul : 돼지꿈 ; RR : Dwaejikkum ; litt. « Rêve de cochon ») est un film sud-coréen réalisé par Han Hyeong-mo et sorti en 1961. Il démontre le goût de l'argent et les difficultés quotidiennes de la vie des gens ordinaires, entre les villages en reconstruction et les bidonvilles à Séoul dans les années 1960.

## Synopsis
Son Hak-su, un professeur, et sa femme, vivent chichement, car ils doivent rembourser une hypothèque. Ils rencontrent un Américain, Charlie Hong, qui leur propose un investissement prometteur.

## Fiche technique
Sauf indication contraire ou complémentaire, les informations mentionnées dans cette section peuvent être confirmées par la base de données KMDb
- Titre original : 돼지꿈
- Titre français : Dwaejikkum
- Titre international : A Dream of Fortune
- Réalisation : Han Hyeong-mo
- Scénario : Jeon Chang-geun
- Musique : Park Chun-seok
- Direction artistique : Lee Bong-seon
- Photographie : Lee Seong-hwi
- Son : Lee Sang-man et Son In-ho
- Montage : Han Hyeong-mo
- Production : Park Gu
- Sociétés de production : Han Hyeong-Mo Production et Seong Rim Films
- Pays de production :  Corée du Sud
- Langue originale : coréen
- Format : noir et blanc - 1,37:1 - 35 mm[3]
- Genre : drame
- Durée : 115 minutes
- Date de sortie :
  - Corée du Sud : 17 juin 1961

## Distribution
- Kim Seung-ho (en) : Son Chang-soo
- Moon Jung-suk (ko) : Ok Hee, la femme de Chang-soo
- Heo Jang-kang (en) : Charlie Hong
- Ahn Sung-ki : Yeong-joon, le fils de Chang-soo
- Lee Ye-chun (ko) : Kim In-dal, l'ami de Chang-soo
- Choi Ji-hie (ko) : Kim Soon-ja
- Kim Hee-kap (ko) : un employé
- Joo Seon-tae : M. Park, professeur
- Kim Jung-ok (ko) : la grand-mère
- Koo Bong-seo (ko) : M. Yoon, professeur
- Jung Ae-ran (ko) : la mère de Bok-dal, voisine

## Tournage
Le tournage a lieu à Séoul.

## Accueil
Les archives du film coréen projette à nouveau Dwaejikkum à l'occasion d'une exposition de films comiques des années 1960 sur le thème « Home Sweet Home » à Séoul en avril 2004 et du transfert gratuit des vieux films ayant pour thème l'argent sur le site de vidéo à la demande Korean Movie Database en décembre 2012,.

## Analyse
Ce film occupe une place singulière dans la filmographie de Han Hyeong-mo par son ton réaliste.